# Frederick Sykes
Frederick Hugh Sykes (né le 23 juillet 1873 à Croydon – mort le 30 septembre 1954 à Londres), est un général britannique qui sert dans l'Armée britannique lors de la seconde guerre des Boers et de la Première Guerre mondiale. Il a ensuite des responsabilités politiques.
Sykes s'intéresse très tôt à l'aviation militaire. C'est le premier commandant de la branche militaire du Royal Flying Corps avant le déclenchement de la guerre. De 1914 à 1915, il est nommé chef d'état major du Royal Flying Corps. Il sert ensuite dans l'aéronavale britannique en Méditerranée orientale, il retourne ensuite en Angleterre où il participe à l'organisation du corps des mitrailleurs et dans la planification des effectifs. De la fin de 1917 au début 1918, Sykes est l'adjoint du général Wilson au conseil supérieur de guerre. Il est ensuite d'avril 1918 à 1919 deuxième chef d'état major de l'air.
Après la guerre, Sykes est nommé contrôleur de l'aviation civile jusqu'en 1922. Il entame ensuite une carrière politique et devient député conservateur de Sheffield Hallam jusqu'à sa démission en 1928. De 1928 à 1931, il est nommé gouverneur de Bombay, puis retourne en Angleterre. Au cours de la Seconde Guerre mondiale, Sykes est une nouvelle fois élu député dans le centre de Nottingham, il perd son siège en 1945.

## Biographie

### Début de carrière militaire
Sykes est le fils de Henry et Margaret Sykes. Après un emploi civil comme greffier et travaillé dans une plantation de thé à Ceylan, il s'enrôle comme soldat dans le régiment de Scouts Yeomanry au début de la seconde guerre des Boers où il est capturé. En 1900, il est en service comme garde du corps de lord Roberts, mais souffrant d'une blessure à la poitrine, il est rapatrié en Angleterre.
le 2 octobre 1901,il est nommé sous-lieutenant dans le 15e régiment de hussards. Il est affecté au Régiment d'Afrique de l'Ouest et obtient le grade de lieutenant le 29 juillet 1903.
En 1904, Sykes s'intéresse à l'aviation et obtient son certificat de ballon, il est rattaché à la section ballon des ingénieurs royaux. Le 22 septembre 1904, il est réintégré au 15e hussards. Il rejoint en 1906 l'état major du renseignement à Simla en Inde. Il est promu capitaine le 1er octobre 1908. Sykes passe son brevet de pilotage qu'il obtient en 1911 avec le numéro de certificat 96.

### Royal Flying Corps
Le 25 février 1911 Sykes est nommé officier d'état major à la Direction des opérations militaires au ministère de la Guerre. Il rejoint le sous-comité chargé de l'utilisation des aéronefs au sein de la commission de défense impériale.
Sykes devient commandant de la branche militaire du Royal Flying Corps avec le grade de major le 13 mai 1912. Il s'occupe du recrutement et de la formation des pilotes. Il donne une nouvelle devise au Royal Flying Corps « Per ardua ad astra » qui sera reprise par la Royal Air Force. Le 9 juillet 1913, il est nommé lieutenant-colonel à titre temporaire.

### Première Guerre mondiale
Lors du déclenchement de la Première Guerre mondiale en août 1914, des escadrilles de la Royal Flying Corps sont envoyées en France, non pas sous les ordres de Sykes jugé trop inexpérimenté mais sous les ordres du général Henderson. Sykes est quant à lui nommé chef d'état major de la Royal Flying Corps.
Le 22 novembre 1914, le général Henderson est nommé à la tête de la 1re division d'infanterie, laissant la direction du Royal Flying Corps à Sykes. Ces changements de postes sont annulés par Lord Kitchener, Sykes est à nouveau chef d'état major, il est promu colonel le 18 février 1915. L'expansion du Royal Flying Corps entraîne des questionnements sur sa direction. Il est proposé de mettre les différentes escadrilles sous les ordres des commandants de divisions. Sykes s'oppose à cette vision et est favorable à un commandement centralisé.
En mai 1915, Sykes est mis à la disposition de l'Amirauté. Il est envoyé dans les Dardanelles, il est nommé commandant des forces aéronavales de Méditerranée Orientale le 24 juillet 1915 avec les grades de colonel commandant pour la Marine et le grade de capitaine pour l'Aéronavale. Il dirige l'armée de l'air durant la campagne des Dardanelles avec succès, plusieurs bâtiments turques sont coulés. Il devient à cette occasion compagnon de l'ordre de Saint-Michel et Saint-Georges, le 14 mars 1916.
En mars 1916, il est adjudant adjoint à la 4e division montée, il est décoré durant cette période de l'ordre russe de Saint-Vladimir, 4e classe le 12 avril 1916. Il est ensuite chargé de l'organisation du Corps des mitrailleurs et la planification des effectifs, le 9 juin 1916 au ministère de la guerre. Le 27 novembre 1917, il devient adjudant adjoint et quartier-maître général au ministère de la Guerre. Il travaille dans la section britannique du Conseil de guerre des Alliés à Versailles sous la responsabilité du général Wilson.
La carrière militaire de Sykes culmine avec sa nomination comme chef d'état-major de l'armée de l'air, le 13 avril 1918. En janvier 1919, Winston Churchill est nommé secrétaire d'état à la guerre et secrétaire d'état à l'air. Sa principale préoccupation est la démobilisation de l'armée et de réaliser des baisses de dépenses. Sykes, pendant ce temps, propose à Churchill la création d'une force aérienne importante. Devant cette divergence de point de vue, Churchill remplace Sykes par Sir Hugh Trenchard, l'ancien chef d'état-major de l'air. Le 1er janvier 1919 Sykes est nommé chevalier commandeur de l'Ordre du Bain, il prend sa retraite de l'armée le 31 mars 1919 avec le grade de major-général.
De 1919 à 1922, Sykes est contrôleur de l'aviation civile. Il publie en 1922 une histoire de l'aviation en trois parties qui couvrent la période d'avant-guerre, l'aviation pendant la Première Guerre mondiale et l'aviation militaire et civile en temps de paix.

### Carrière politique
Sykes entre en politique lors de l'élection de 1922 où il devient député conservateur de la circonscription de Sheffield Hallam. Il conserve son siège lors des élections de 1923 et 1924 avant de démissionner le 26 juin 1928 pour devenir gouverneur de Bombay le 17 octobre 1928. Le 3 novembre 1928, il est nommé chevalier grand commandeur de l'ordre de l'empire des Indes. Il devient membre du conseil privé le 20 novembre 1928 et reste à Bombay jusqu'en 1933.
En 1933, il rentre en Angleterre où il occupe pendant six ans plusieurs postes d'administrateurs. Il est nommé chevalier grand commandeur de l'ordre de l'Étoile d'Inde le 2 février 1934 et chevalier de la Justice du très vénérable ordre de Saint-Jean le 19 juin 1936. Lors du déclenchement de la Seconde Guerre mondiale, Sykes propose ses services au gouvernement anglais. Devant leur refus, il retourne au parlement où il devient député de la circonscription de Nottingham Central après la mort de Terence O'Connor en 1940. Il reste député jusqu'aux élections de 1945 où il perd son siège. Il décède neuf ans plus tard à Beaumont Street à Londres le 30 septembre 1954.

### Distinction
- Compagnon de l'ordre de Saint-Michel et Saint-Georges, le 14 mars 1916
- Ordre russe de Saint-Vladimir, 4e classe le 12 avril 1916
- Chevalier commandeur de l'ordre du Bain, le 1er janvier 1919
- Chevalier grand-croix de l'ordre de l'Empire britannique le 26 août 1919
- Officier de la Légion d'honneur, le 18 novembre 1919
- Ordre japonais du Soleil levant, 2e classe, le 4 janvier 1921
- Chevalier grand commandeur de l'ordre de l'Étoile d'Inde, le 2 février 1934
- Chevalier de Justice du très vénérable ordre de Saint-Jean, le 19 juin 1936